# Измайлов, Владимир Васильевич
Владимир Васильевич Измайлов (5 (16) мая 1773, Москва — 4 (16) апреля 1830, там же) — русский писатель
, поэт, журналист, цензор из рода Измайловых.

## Биография
Сын полковника Василия Ивановича Измайлова (1717—1798), внук генерал-майора Ивана Петровича Измайлова (1667—1754), правнук думного дьяка Автонома Иванова, племянник известной Салтычихи. Приходился свойственником В. Л. Пушкину.
Родился в Москве и получил хорошее домашнее образование (учителем словесности был В. С. Подшивалов). Учился в гимназии Московского университета.
Служил в лейб-гвардии Семеновском полку, вышел в отставку премьер-майором. В 1799 году продал имение, доставшееся в наследство, на вырученные деньги купил библиотеку и совершил путешествие по южной России. В 1805 году открыл в своем имении пансион для мальчиков, за что впоследствии был награждён орденом св. Владимира IV степени. В пансионе пытался реализовать педагогические идеи просветителей, пропогандирующиеся в издаваемом Измайловым журнале «Патриот».
В 1824 году Н. М. Карамзин и И. И. Дмитриев выхлопотали ему пенсию за литературные труды. С 1827 года занимал должность цензора в Московском цензурном комитете, отличаясь корректностью, вдумчивостью и относительной независимостью позиции, что ярко проявилось в «особом мнении» по «делу Каченовского». Измайлов, опираясь на Цензурный устав, защищал законность действий цензора и свободу журналиста судить «об учёных достоинствах каждого писателя, к какому бы учёному обществу он ни принадлежал и какое бы место ни занимал в порядке гражданском».
Похоронен в Москве, на Миусском кладбище.
О семье Измайлова мало сведений. Дочь Измайлова после его смерти передала архив писателя И. И. Дмитриеву, дальнейшая его судьба не выяснена (во второй половине XIX века среди владельцев архива называли А. И. Тургенева).

### Творчество
В «Приятном и полезном препровождении времени» его учителя В. С. Подшивалова появилась одна из первых повестей Измайлова — «Ростовское озеро», 1795), затем в этом журнале, а также в карамзинских «Аонидах» и «Вестнике Европы» публиковались и другие его сочинения. «Путешествие в полуденную Россию» (1800—1802 г.; 2-е изд. 1805), написанное под влиянием Карамзина (в письмах, как и «Письма русского путешественника»), в жанре «сентиментального путешествия» — самое крупное и известное произведение Измайлова. В 1805 году, переиздавая книгу, Измайлов, под влиянием критики или же из других соображений значительно переработал текст, исключил отдельные эпизоды идиллического характера, внес стилистические поправки.
Литературная репутация Измайлова была достаточно высокой, особенно среди московских литераторов-сентименталистов. И. И. Дмитриев высоко ценил его, вёл с ним переписку в годы после своей отставки. «Путешествие в Полуденную Россию» выдержало два издания, отрывки из него перепечатывались в хрестоматиях 1810—1820-х гг. После смерти Измайлова в московских и петербургских газетах появилось несколько некрологов разных авторов. 
Произведения Измайлова становились объектом пародии со стороны противников карамзинистов — участников «Беседы любителей русского слова» (например, комедия «Новый Стерн» А. А. Шаховского). Даже сам Карамзин отмечал производность прозы Измайлова от своих сочинений («по-русски не читал ничего, кроме „Моих безделок“»). В «Парнасском адрес-календаре» Измайлов был шутливо рекомендован как «действительный явный галломан, чувствительный писатель 1-го класса, заведывает департаментом истерик».
Свой авторитет Измайлов приобрел во многом за счет переводческой и журнальной деятельности. Им были переведены «Картина Европы» Л. Ф. Сегюра, «Письма о ботанике» Ж.-Ж. Руссо, прозаические и стихотворные произведения Шатобриана, Жанлис, Флориана, Мильвуа. 
Как журналист он выступал три раза: в 1804 году стал издателем (и автором большинства опубликованных в журнале статей и переводов) «Патриота, журнала воспитания» (1804), в 1814—1815 годах редактировал «Вестник Европы» и «Российский Музеум», в которых впервые появились в печати стихи А. С. Пушкина, А. А. Дельвига. Наконец, в 1827 году он выпустил альманах «Литературный Музеум», готовил его продолжение на следующий год, а также вел переговоры по изданию нового журнала «Современник» (вопрос о связи этого замысла с пушкинским «Современником» окончательно не прояснен), но недопустимость совмещения позиции издателя с должностью цензора (на это указало начальство), материальные и организационные трудности не дали воплотить эти проекты в жизнь.
В конце жизни Измайлов написал мемуары, по мнению современников, имевшие литературное и общественное значение, и работал над «Историей просвещения в России» (видимо, не окончена), рукописи которых до нас не дошли.